# Toni Schelkopf
Toni Schelkopf (né Anton Andreas Schelkopf le 28 avril 1914 à Munich; † 19 mai 1975 à Starnberg) est un producteur de film allemand, ensuite consacré au service administratif des associations de cinéma allemand.

## Biographie
Il étudie l'histoire de l'art, la psychologie, le théâtre, la musique et le journalisme à Munich et obtient un doctorat. Dès 1939, il est engagé au Bayerisches Staatsschauspiel ; la même année, il est admis à la chambre du théâtre du Reich. En 1941, il est promu assistant régisseur. Ces années-là, comme dans l'immédiat après-guerre, il est plutôt consacré à la mise en scène de pièces de théâtre — il débute avec la pièce Trio.
Il commence dans le cinéma pendant l'hiver 1948-1949 comme assistant réalisateur (Heimliches Rendezvous, Verspieltes Leben). Immédiatement après l'établissement de la République fédérale, il fonde sa propre société de production cinématographique baptisée Oska-film. Il travaille aussi pour d'autres firmes (Deutsche Gamma-Film, Bavaria Film). Vers la fin des années 1950, il ralentit son activité pour se consacrer à l'administratif : membre du conseil de l’Export-Union de l'industrie cinématographique allemande, membre de l’Association des producteurs de film allemand (à partir de 1954, président et membre du Conseil). Cela ne l'empêche pas de mettre en scène une demi douzaine de téléfilms et de documentaires télévisés sur des thèmes médico-psychologiques.
En 1967, il se lance dans la publication comme éditeur scientifique en commençant par un volume dans le domaine de ses études de psychologie à Munich.

### Vie familiale
Il est marié de 1940 à 1945 avec l'actrice Edith Schultze-Westrum, dont il a deux enfants.
En secondes noces, il épouse l'actrice Cornell Borchers, rencontrée au début de 1954 pendant le tournage de la comédie L'école du bonheur conjugal (Schule für Eheglück) et ils ont une fille.

## Filmographie (comme producteur)
- 1950 : Liebe auf Eis (et collaboration au scénario)
- 1950 : Czardas der Herzen
- 1952 : Trois Cavaliers au pensionnat (Skandal im Mädchenpensionat)
- 1953 : Man nennt es Liebe
- 1953 : Liebe und Trompetenblasen
- 1953 : Les cloches n'ont pas sonné (Ungarische Rhapsodie) de Peter Berneis et André Haguet
- 1954 : L’École du bonheur conjugal (et assistant réalisateur)
- 1955 : Lola Montez
- 1956 : Rot ist die Liebe
- 1957 : Vater unser bestes Stück
- 1960 : Der Traum des Mr. Borton (réalisateur, téléfilm)

### Comme auteur ou éditeur scientifique
- Möglichkeiten moderner Psychotherapie  (Anton Schelkopf (éd.)), Gœttingue, Verl. f. Med. Psychologie im Verl. Vandenhoeck & Ruprecht, coll. « Beiträge und Berichte der Gesellschaft zur Förderung Tiefenpsychologischer und Psychotherapeutischer Forschung und Weiterbildung in München » (no 1), 1967 (OCLC 608732112)
- Sexualität – Formen und Fehlentwicklung, Gœttingue, Vandenhoeck und Ruprecht, coll. « Beiträge und Berichte der Gesellschaft zur Förderung tiefenpsychologischer und psychotherapeutischer Forschung und Weiterbildung in München » (no 2), 1968 (OCLC 257604312)
- Aspekte der Psychoanalyse : Festschrift für Fritz Riemann  (Anton Schelkopf (éd.)), Gœttingue, Verlag für Medizinische Psychologie im Verlag Vandenhoeck und Ruprecht, coll. « Beiträge und Berichte der Gesellschaft zur Förderung Tiefenpsychologischer und Psychotherapeutischer Forschung und Weiterbildung in München » (no 3), 1969 (OCLC 601499451)

### Articles de dictionnaires sur lui
- (de) Kürschners Biographisches Theater-Handbuch, Berlin, 1956, p. 639ss
- (de) Glenzdorfs Internationales Film-Lexikon, t. 3, Bad Münder, 1961, p. 1487

## Source de la traduction
- (de) Cet article est partiellement ou en totalité issu de l’article de Wikipédia en allemand intitulé « Toni Schelkopf » (voir la liste des auteurs).